# Années 1630 av. J.-C.
 (décembre 2024).
Si vous disposez d'ouvrages ou d'articles de référence ou si vous connaissez des sites web de qualité traitant du thème abordé ici, merci de compléter l'article en donnant les références utiles à sa vérifiabilité et en les liant à la section « Notes et références ».
Les années 1630 av. J.-C. couvrent les années de 1639 av. J.-C. à 1630 av. J.-C.

## Évènements
- 1637 av. J.-C. : Mort d' Abraham selon le calendrier hébreu  (2123 ans après la création biblique )
- Vers 1635 av. J.-C. : guerre hittite de Khushshu, contre Khalap dans les monts Adalur traversant la rivière Puran et atteignant Khashshuwa (Commagène).
- 1634 av . J.-C. : Mort de Salah , fils d'Arpacchshad, selon le calendrier hébreu.
- 1633 av. J.-C. : Égypte - fin des XIIIe et XIVe dynasties , début de la XVe dynastie .
- 2 mai 1633 av. J.-C. : début du cycle 34 de l' éclipse Saros.
- Vers 1630 av. J.-C. : conquête hittite de Zippashna et Kharkha.
- De 1630 av. J.-C. à 1500 av. J.-C. : des fresques murales de paysages (certaines zones sont des reconstructions contemporaines) à Akrotiri[1], à Théra et dans les Cyclades sont peintes. Elles se trouvent aujourd'hui au Musée Archéologique National d'Athènes.